# خافيير إيراسو
خافيير إيراسو غونيي (بالإسبانية: Javier Eraso Goñi)‏ (مواليد 22 مارس 1990) هو لاعب كرة قدم إسباني ، يلعب في مراكز خط الوسط المحوري والدفاعي والمهاجم، ويلعب حاليًا لنادي أتلتيك بيلباو الإسباني.

## بطولات وإنجازات اللاعب

### أتلتيك بيلباو
- كأس السوبر الإسباني: 2015

## روابط خارجية
- خافيير إيراسو على موقع قاعدة بيانات كرة القدم.إي يو (الإنجليزية)
- خافيير إيراسو على موقع Soccerbase.com (لاعب) (الإنجليزية)
- خافيير إيراسو على موقع Soccerway.com (الإنجليزية)
- خافيير إيراسو على موقع عالم كرة القدم.نت (الإنجليزية)
- خافيير إيراسو على موقع AS.com (الإسبانية)